# 多美卡超級救援DRIVE HEAD機動救急警察

## 概要
以『多美卡超級救援DRIVE HEAD機動救急警察』為標題，自2017年4月15日起至12月23日為止在TBS系列『動畫星期六630』動畫時段第2部播出，與同時段的上一個節目『超能旺達』同樣為TBS與Takara Tomy共同企劃的動畫系列。前身為Takara Tomy於2016年推出的産品系列與網路動畫『多美卡超級系列 NEXT STAGE』。

## 故事簡介
在不久之後的未來，機動救急警察「Hyper Rescue」為了應付超越人力所能及的災害與事故，以及複雜的犯罪事件，開發了集結警察、消防、救援於一身的機器人「Drive Head」。為了拯救人民於危難之中，Drive Head 將隨時準備好面對危機。事件發生，前往救援！

## 登場人物

### Drive Head 小隊
車田轟／小轟
配音員：藤原夏海（日本）；黃尉斯（香港）；楊詩穎（台灣）
本作主角，Drive Head 一號音速攔截、Drive Head 一號MKII疾速旋風攔截的駕駛員。
矢倉大海
配音員：國立幸（日本）；陳漢祺（香港）；連思宇（台灣）
Drive Head 二號烈焰克星、Drive Head 二號MKII勇氣烈焰克星、Drive Head 二號MKIII大師烈焰克星（暫譯）的駕駛員。
石野米可
配音員：三澤紗千香（日本）；（香港）；張乃文（台灣）
Drive Head 三號白色希望、Drive Head 三號MKII白色水晶希望的駕駛員之一。於《DRIVE HEAD 2018》第6話起駕駛Drive Head 三號MKII白色珍珠希望。
石野人
配音員：真堂圭（日本）；（香港）；穆宣名（台灣）
美琴的雙胞胎弟弟，Drive Head 三號白色希望、Drive Head 三號MKII白色水晶希望的駕駛員之一。

### 機動救急警察關係者
車田城
配音員：浜田賢二（日本）；羅偉亮（香港）；梁興昌（台灣）
小轟的爸爸，機動救急警察的技術部長。
西園寺貴仁
配音員：松田健一郎（日本）；（香港）；何志威（台灣）
大海的叔叔，機動救急警察的司令官。
宗像亞里沙
配音員：幸田夏穗（日本）；石梓晴（香港）；（台灣）
Drive Head 小隊的隊長，運輸車的駕駛員之一。
新門惠
配音員：小清水亞美（日本）；（香港）；（台灣）
機動救急警察基地的操作員之一。
安齊映子
配音員：內藤有海（日本）；（香港）；（台灣）
機動救急警察基地的操作員之一。
石動速人
配音員：間島淳司（日本）；張振熙（香港）；（台灣）
機動救急警察的維修人員。
伊澤利通
配音員：金光宣明（日本）；（香港）；（台灣）
機動救急警察基地的維修人員。
牛頭寬治
配音員：青山穰（日本）；（香港）；（台灣）
車田乘太郎
配音員：稻葉實（日本）；（香港）；周學禮（台灣）
小轟的爺爺，Drive Head 控制器的開發者，已故。
冲冲
配音員：無
一隻有著黑白毛色的大型犬，在第1話大樓倒塌的事故中被音速攔截救出，之後成為小轟的寵物。
皮特
配音員：不明
機動救急警察基地內的小型維修機器人。
克拉奇（暫譯）
配音員：無
一隻有著異色瞳的小貓，第37話片尾被小轟等人從公園中的樹上救下，後被機動救急警察收養。

### 機動強襲警察成員

#### 特別機動隊
黑江田隼
配音員：水島大宙（日本）；（香港）；喬資淯（台灣）
特別機動隊的隊長，Drive Head 零號終極音速攔截、Drive Head 零號MKII終極旋風攔截的駕駛員。

### 鷹富小學

#### 5年1班
春野霞
配音員：岩井映美里（日本）；楊婉潼（香港）；（台灣）
小轟的同班同學。
健一
配音員：大井麻利衣（日本）；（香港）；（台灣）
小轟的同班同學。
弘明
配音員：富樫美鈴（日本）；（香港）；（台灣）
小轟的同班同學。
勝彥
配音員：南早紀（日本）；（香港）；（台灣）
小轟的同班同學。
梓
配音員：內藤有海（日本）；（香港）；（台灣）
小轟的同班同學。
望美
配音員：南早紀（日本）；（香港）；（台灣）
小轟的同班同學。
遙香
配音員：本泉莉奈（日本）；（香港）；（台灣）
本田見和子
配音員：大井麻利衣（日本）；（香港）；（台灣）
小轟的班級導師。

#### 5年3班
真紀
配音員：南早紀（日本）；（香港）；（台灣）
梨花
配音員：本泉莉奈（日本）；（香港）；（台灣）

### 赤阪電視臺
笹川友理
配音員：笹川友理（日本）；（香港）；（台灣）
赤阪電視臺的報導主播。
宇內梨沙
配音員：宇內梨沙（日本）；（香港）；（台灣）

### 其他
萬田莎拉
配音員：田中愛美（日本）；（香港）；（台灣）

車田久美子
配音員：豐口惠（日本）；（香港）；（台灣）
小轟的媽媽。
拉里森福特
配音員：大泊貴揮（日本）；（香港）；（台灣）

宗像沙南江
配音員：伊東美彌子（日本）；（香港）；（台灣）

### 敵人

#### 刈狩博士與其下屬
刈狩博士
配音員：石井康嗣（日本）；（香港）；（台灣）

悠介
配音員：斎藤司（日本）；（香港）；（台灣）

阿輝
配音員：須藤敬志（日本）；（香港）；（台灣）

#### 邪惡Al與其下屬
邪惡AI/弧光
配音員：無

麻衣子
配音員：井上麻里奈（日本）；（香港）；（台灣）

韋駄天
配音員：愛河里花子（日本）；（香港）；（台灣）

砂原
配音員：長谷德人（日本）；（香港）；（台灣）

仿生人TF-3/泰拉
配音員：內田真禮、伊藤健太郎（日本）；（香港）；（台灣）

### 客串角色
速杉隼人
配音員：佐倉綾音（日本）
動畫《新幹線變形機器人》主角，在劇場版中客串。

## 登場載具

### 機動救急警察所屬

#### Drive Head
Drive Head 一號 音速攔截
由車田轟駕駛。初次登場於第1話。配備「音速手銬」、「左輪手槍」和「警燈迴旋鏢」。
Drive Head 一號MKII 疾速旋風攔截
音速攔截的改良機，由車田轟駕駛。初次登場於第13話。配備「火箭助推音速手銬」、「指揮能量光劍」和「AM516連發槍」。
Drive Head 一號MKII 疾速旋風攔截 力場模式
登場於劇場版。
Drive Head 二號 烈焰克星
由矢倉大海駕駛。初次登場於第2話片尾，正式登場於第3話。配備「水槍」、「救援鏟爪」和「救援氣槽」。
Drive Head 二號MKII 勇氣烈焰克星
烈焰克星的改良機，由矢倉大海駕駛。初次登場於第21話片尾，正式登場於第23話。配備「救援推進鐵鎚」和「救援老虎鉗」。
Drive Head 二號MKIII 大師烈焰克星（暫譯）
勇氣烈焰克星的改良機，由矢倉大海駕駛。登場於《DRIVE HEAD 2018》第3話。
Drive Head 三號 白色希望（另譯：救援守護者）
由石野人和米可其中一人駕駛，出動時由人和米可猜拳，贏者能夠駕駛白色希望，輸者只能開核心車。初次登場於第2話片尾，正式登場於第3話。配備「注射器槍」。
Drive Head 三號MKII 白色水晶希望
白色希望的改良機，由石野人和米可共同駕駛，人坐前座，米可坐後座。《DRIVE HEAD 2018》第6話起改由石野人單獨駕駛。初次登場於第21話片尾，正式登場於第23話。配備「注射器槍」以及「聯網金睛裝置」。
Drive Head 三號MKII 白色珍珠希望
白色希望的改良機，由石野米可駕駛。登場於《DRIVE HEAD 2018》第6話。

#### 支援車輛
運輸車
初次登場於第1話，能夠載運Drive Head以及其他支援車輛的大型運輸車輛，共有3輛，沒有合體功能。
音速噴射機
初次登場於第1話，可與音速攔截合體形成噴射烈火號。
救援直升機
初次登場於第5話，可與白色希望合體形成帝王推進號。
消防卡車
初次登場於第6話，可與烈焰克星合體形成巨砲加速號。
救援推土機、救援電鋸
初次登場於第15話，兩者可前後連結，亦可與白色希望或烈焰克星合體形成爆刃萬能救援號。
閃電賽車
初次登場於第18話，可與疾速旋風攔截合體形成馬赫流星號。
閃電戰鬥機
音速噴射機的改良機，初次登場於第25話，可與疾速旋風攔截合體形成噴射前鋒號。
運輸車蓋亞
運輸車的改良機，初次登場於第28話，新增了變形成行動機器人的功能，可與白色水晶希望或勇氣烈焰克星合體形成救援指揮官。
勇氣戰鬥機
初次登場於《DRIVE HEAD 2018》第3話，可與大師烈焰克星合體形成勇氣噴射前鋒號。
救援活躍越野車（暫譯）
初次登場於《DRIVE HEAD 2018》第6話，可與白色珍珠希望合體形成帝王裝甲號。
活躍越野車（暫譯）
登場於劇場版。

#### 小型車輛
黃色烏龜

紅色搜查者

日產GT-R
機動救急警察與日產汽車共同開發的特殊車輛共4輛，登場於劇場版。

### 機動強襲警察所屬
Drive Head 零號 終極音速攔截
由黑江田隼駕駛。初次登場於第19話。在劇場版中遭到泰拉控制暴走後被黑江田隼駕駛的終極旋風攔截摧毀。
音速獵犬
初次登場於第19話。
戰鬥飛鷹
初次登場於第19話。
Drive Head 零號MKII 終極旋風攔截
終極音速攔截的改良機，由黑江田隼駕駛。初次登場於劇場版。

### 刈狩博士所屬
刈狩博士的行動機器人

### 邪惡 Drive Head
第33話邪惡AI盜取救援特警隊基地內的機體資料後製造的山寨版Drive Head。外形混合了各初代機體的部位。登場於第35話。
偽Drive Head一號
以音速攔截為主體，加上巨砲加速號的加農水槍和右手臂、白色希望的左手臂以及帝王推進號的雙腳。
偽Drive Head二號
以烈焰克星為主體，加上巨砲加速號的左手臂、白色希望的右手臂以及噴射烈火號的雙腳。
偽Drive Head三號
以白色希望為主體，加上音速攔截的左手臂、烈焰克星的右手臂和雙腳以及噴射烈火號的機翼。

### 新幹線超進化研究所所屬
新幹線變形機器人E5隼號
由速杉隼人駕駛，登場於劇場版。

### 一般車輛
醫生救護車

消防梯車

馬赫警車

赤阪電視臺報導直升機

## 用語
行動機器人

機動強襲警察

Drive Head

Drive Head 控制器
配音員：岩瀬周平（日本）；（台灣）
用於操縱Drive Head的小型控制器。
同步合體

## 電視動畫

### 主題曲
片頭曲
「Wacha-Gacha!」（第1－25話）
主唱：SUPER★DRAGON
「Help You」（第26－37話）
主唱：さとり少年団
片尾曲
「陷入困境的英雄」（第1－12話）
主唱：SECRET GUYZ
（第13－25話）
主唱：櫻花蘑菇
「My Friend」（第26－37話）
主唱：EbiSSH
台灣版主題曲
「救援特警隊 Drive Head」
作詞、作曲：曾世詩
插曲
「連結歌」（第26話）
作詞、作曲：宮原康平，主唱：萬田莎拉（田中愛美）

### 各話列表
| 話數   | 日文標題 | 香港標題                   | 劇本     | 分鏡       | 演出       | 作畫監督                                                             | 日本 播放日期  | 台灣 播放日期  |
| ------ | -------- | -------------------------- | -------- | ---------- | ---------- | -------------------------------------------------------------------- | -------------- | -------------- |
| 第1話  |          | 發生事故，展開救援         | 荒木憲一 | 加戶譽夫   | 孫承希     | 乘田拓茂                                                             | 2017年 4月15日 | 2018年 4月22日 |
| 第2話  |          | 誕生，DRIVE HEAD一號       | 荒木憲一 | 高橋順     | 高橋順     | 山本善哉                                                             | 4月22日        | 4月29日        |
| 第3話  |          | 它名叫烈焰剋星             | 北嶋博明 | 富永恆雄   | 富永恆雄   | 松本文男                                                             | 4月29日        | 5月6日         |
| 第4話  |          | 飛翔吧，同步合體           | 千葉克彦 |            | 大平直樹   | 平山英嗣                                                             | 5月6日         | 5月13日        |
| 第5話  |          | 突破風暴，白色希望         | 丸川直子 | 松井仁之   | 土屋康郎   | 渡邊壯真                                                             | 5月13日        | 5月20日        |
| 第6話  |          | 赤色的火焰熱血合體         | 網谷正治 | 神谷純     | 飯村正之   | 鈴木伸一                                                             | 5月20日        | 5月27日        |
| 第7話  |          | DRIVE HEAD無法出動         | 荒木憲一 | 新子太一   | 關曉子     | 森亞彌子、池内直子                                                   | 5月27日        | 6月3日         |
| 第8話  |          | 唉，駕駛員不易做           | 北嶋博明 | 富永恆雄   | 富永恆雄   | 松本文男                                                             | 6月3日         | 6月10日        |
| 第9話  |          | 消失在岩漿的烈焰剋星       | 網谷正治 | 高橋順     | 高橋順     | 岡田萬衣子、小倉智加                                                 | 6月10日        | 6月17日        |
| 第10話 |          | 狂奔，音速攔截             | 千葉克彦 | 土屋康郎   | 松井仁之   | 渡邊壯真                                                             | 6月17日        | 6月24日        |
| 第11話 |          | 歸來的天災科學家           | 荒木憲一 | 梅本唯     | 梅本唯     | 山本善哉                                                             | 6月24日        | 7月1日         |
| 第12話 |          | 驗證，DRIVE HEAD的秘密     | 酒井健作 | 加戶譽夫   | 加戶譽夫   | 乘田拓茂                                                             | 7月1日         | 7月8日         |
| 第13話 |          | 出擊，旋風音速攔截         | 北嶋博明 | 西村博昭   | 西村博昭   | 小林一三                                                             | 7月8日         | 7月15日        |
| 第14話 |          | 狙擊，AM516麥林            | 網谷正治 | 大平直樹   | 大平直樹   | 平山英嗣                                                             | 7月15日        | 7月22日        |
| 第15話 |          | 完成，爆刃萬能救援車       | 千葉克彦 | 富永恆雄   | 富永恆雄   | 松本文男                                                             | 7月22日        | 7月29日        |
| 第16話 |          | 銀河金剛傳說               | 千葉克彦 | 神谷純     | 高橋順     | 小島智加、山本善或                                                   | 7月29日        | 8月5日         |
| 第17話 |          | 停下來，巨型摩天輪         | 酒井健作 |            | 横山廣行   | 野村美織、橋本勝巳                                                   | 8月5日         | 8月12日        |
| 第18話 |          | 超速，馬赫修射擊之星       | 荒木憲一 | 松井仁之   | 土屋康郎   | 渡邊壯真                                                             | 8月12日        | 8月19日        |
| 第19話 |          | 黑色的DRIVE HEAD           | 荒木憲一 | 高橋順     | 高橋順     | 山本善哉、小島智加                                                   | 8月19日        | 8月26日        |
| 第20話 |          | 水壩決堤的阻止行動         | 丸川直子 | 西村博昭   | 西村博昭   | 三井壽、服部憲知、青柳謙二                                           | 8月26日        | 9月2日         |
| 第21話 |          | 小霞緊急SOS                | 網谷正治 |            | 秦義人     | 島田英明、神戶環、清水惠藏 清島裕子、小林由香里、桝井一平 LEE DUK HO | 9月2日         | 9月9日         |
| 第22話 |          | 黑暗計劃，黑色晶片         | 千葉克彦 | 富永恆雄   | 富永恆雄   | 松本文男                                                             | 9月9日         | 9月16日        |
| 第23話 |          | 火焰中的勇者，勇士烈焰剋星 | 北嶋博明 | 關曉子     | 關曉子     | 池内直子、森亞彌子                                                   | 9月16日        | 9月23日        |
| 第24話 |          | 自然災害科學家的假日       | 荒木憲一 | 藤田健太郎 | 藤田健太郎 | 小林史織里、青柳謙二                                                 | 9月23日        | 9月30日        |
| 第25話 |          | 海上暴風雨中的飛行前鋒     | 千葉克彦 | 大平直樹   | 大平直樹   | 平山英嗣                                                             | 9月30日        | 10月7日        |
| 第26話 |          | 我最愛的是白色水晶希望     | 丸川直子 | 加戶譽夫   | 小谷野龍成 | 岸本誠司、堀妙子 乘田拓茂、小林千鶴                                  | 10月7日        | 10月14日       |
| 第27話 |          | 緊急出動，移動機地蓋亞     | 網谷正治 | 富永恆雄   | 富永恆雄   | 松本文男                                                             | 10月14日       | 10月21日       |
| 第28話 |          | 登場，救援指揮官           | 北嶋博明 | 高橋順     | 高橋順     | 小島智加、粟井重紀                                                   | 10月21日       | 10月28日       |
| 第29話 |          | 爸爸是技術部長             | 酒井健作 | 新子太一   | 飯村正之   | 小林由香里                                                           | 10月28日       | 11月4日        |
| 第30話 |          | 機動救急警察歡迎你         | 酒井健作 | 加戶譽夫   | 加戶譽夫   | 乘田拓茂                                                             | 11月4日        | 11月11日       |
| 第31話 |          | 不斷逼近的邪惡目光         | 荒木憲一 | 西村博昭   | 西村博昭   | 青柳謙二、小林史織里、森悅史                                         | 11月11日       | 11月18日       |
| 第32話 |          | DRIVE GEAR的秘密           | 荒木憲一 | 關曉子     | 關曉子     | 池内直子、森亞彌子                                                   | 11月18日       | 11月25日       |
| 第33話 |          | 不思議基地的小霞           | 千葉克彦 | 新子太一   | 横山廣行   | 野村美織、橋本勝巳                                                   | 11月25日       | 12月2日        |
| 第34話 |          | 失控，移動基地蓋亞         | 網谷正治 | 高橋順     | 阿部雅司   | 飯飼一幸、沼田廣                                                     | 12月2日        | 12月9日        |
| 第35話 |          | DRIVE HEAD來襲             | 丸川直子 | 大平直樹   | 大平直樹   | 平山英嗣、小島智加                                                   | 12月9日        | 12月16日       |
| 第36話 |          | 邪惡的真面目               | 荒木憲一 | 富永恆雄   | 藤田健太郎 | 青柳謙二、是本晶、笛木優奈                                           | 12月16日       | 12月23日       |
| 第37話 |          | DRIVE HEAD機動救急警察     | 荒木憲一 | 加戶譽夫   | 小谷野龍成 | 乘田拓茂、小林千鶴、岸本誠司                                         | 12月23日       | 12月30日       |

### 播放電視台
| TBS電視台 星期六 7:00－7:30 節目          | TBS電視台 星期六 7:00－7:30 節目                                   | TBS電視台 星期六 7:00－7:30 節目 |
| ----------------------------------------- | ------------------------------------------------------------------ | -------------------------------- |
|                                           | 多美卡超級救援 DRIVE HEAD 機動救急警察 （2017年4月15日－12月23日） |                                  |
| 超能旺達 （2016年4月23日－2017年3月25日） | （2018年1月6日－2019年6月29日）                                    |                                  |

| ViuTV 星期四、五 16:30－17:00 節目             | ViuTV 星期四、五 16:30－17:00 節目            | ViuTV 星期四、五 16:30－17:00 節目 |
| ---------------------------------------------- | --------------------------------------------- | ---------------------------------- |
|                                                | DRIVE HEAD機動救急察 （2018年2月2日－6月8日） |                                    |
| 少年Hollywood （2017年12月21日－2018年2月1日） | 小馬寶莉 第7季 （2018年6月14日－9月7日）      |                                    |

| 東森幼幼台 星期日 9:00－9:30 節目 | 東森幼幼台 星期日 9:00－9:30 節目               | 東森幼幼台 星期日 9:00－9:30 節目 |
| --------------------------------- | ----------------------------------------------- | --------------------------------- |
|                                   | DRIVE HEAD 救援特警隊 （2018年4月22日－12月30日） |                                   |
| —                                 | —                                               |                                   |

## 網路動畫
DRIVE HEAD 2018故事描述卡通版最終回（第37話）至劇場版片頭之間數個月的時間差內發生的事件，全8話，每話15分鐘。

### 歌
片頭曲
Wacha-Gacha!

## 劇場版
劇場版 DRIVE HEAD ~機動救急警察~ 於2018年8月24日在日本上映，中文版未上映。

### 主題曲
Go!!!
主唱：EbiSSH

## 腳注和參考資料
1. 1 2 3 4 5 6 7 8  救援特警隊 中文配音. 晶讚製作於Facebook. 2018-04-14 [2019-06-26] （繁體中文）.
2. ↑  第1話至第11話的總集篇
3. ↑  第13話至第29話的總集篇

## 外部連結
- （日語）電視動畫「多美卡超級救援DRIVE HEAD機動救急警察」官方網站
- （日語）TBS官網上關於多美卡超級救援DRIVE HEAD機動救急警察的介紹頁面
- （繁體中文）東森幼幼台官網上關於Drive Head 救援特警隊的介紹頁面